# 사샤 호스틴

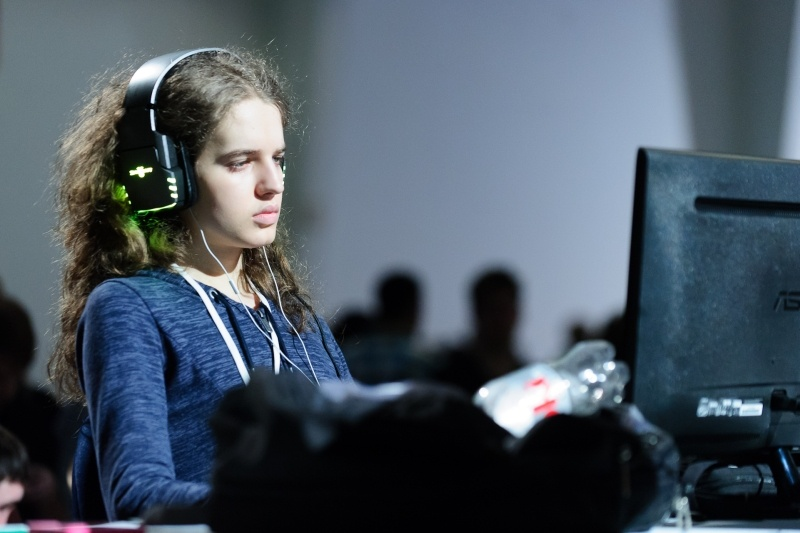
사샤 호스틴.

사샤 호스틴 (Sasha Hostyn, 1993년 12월), 게임 아이디로 스칼렛(Scarlett)은 캐나다의 프로게이머이다.  스타크래프트 II에서 활동하며, 2015년 도타 2로 전향하기도 하였었다.